# Gustav von Imhoff
Gustav Anton Reichsfreiherr von Imhoff (* 12. Februar 1793 in Kulm; † 23. Mai 1875 in Danzig) war ein preußischer Generalmajor.

## Leben

### Herkunft
Gustav war ein Sohn des preußischen Majors Gustav Christoph Friedrich von Imhoff (1759–1813) und dessen Ehefrau Anna, geborene Hoffmann, eine Tochter des Bürgermeisters von Kulm. Sein Bruder Anton (* 1796) wurde kaiserlicher russischer Generalmajor.

### Militärkarriere
Nach dem Besuch der Kadettenhäuser in Kulm und Berlin trat Imhoff am 24. Mai 1810 als Portepeefähnrich in das 3. Ostpreußische Infanterie-Regiment der Preußischen Armee ein. Er avancierte Mitte Mai 1811 zum Sekondeleutnant und nahm während der Befreiungskriege an den Belagerungen von Magdeburg, Wittenberg, Gorkum und Soissons sowie den Kämpfen bei Möckern, Halle, Wettin, Kalau, Luckau, Hoyerswerda, Großbeeren, Dennewitz, Leipzig, Laon, Hoogstraeten und Crepy teil. Außerdem befand Imhoff sich bei Übergang bei Wartenburg und dem Sturm auf Arnheim. Für Dennewitz und Leipzig erhielt er eine Belobigung und für Halle wurde ihm das Eiserne Kreuz II. Klasse verliehen.
Nach dem Krieg wurde er am 14. August 1816 zum Premierleutnant befördert und einen Monat später als Adjutant der 11. Truppen-Brigade nach Breslau kommandiert. Unter Beförderung zum Kapitän folgte am 3. April 1820 seine Versetzung als Adjutant der Kommandantur in Luxemburg. Ab Ende März 1830 war Imhoff als Adjutant beim Generalkommando des VIII. Armee-Korps in Koblenz kommandiert, stieg vier Jahre später zum Major auf und wurde am 30. März 1835 zunächst dem 29. und dann am 16. Mai 1836 dem 25. Infanterie-Regiment aggregiert. Er trat mit der Ernennung zum Kommandeur des I. Bataillons im 40. Infanterie-Regiment (8. Reserve-Regiment) am 30. März 1837 wieder in den Truppendienst zurück und wurde in dieser Stellung am 30. März 1844 zum Oberstleutnant befördert. Am 16. Juni 1848 beauftragte man ihn mit der Führung des 5. Infanterie-Regiments in Posen, ernannte Imhoff am 14. Januar 1847 zum Regimentskommandeur und beförderte ihn am 27. März 1847 zum Oberst. Unter Verleihung des Charakters als Generalmajor nahm Imhoff am 10. Januar 1850 seinen Abschied mit Pension. Er starb am 23. Mai 1875 in Danzig.
Der Kommandierende General zu Dohna schrieb am 28. Dezember 1847: „Der Brigade- wieder der Divisionskommandeur hatten ihn zu seiner gegenwärtigen Stellung als Regimentskommandeur vollständig qualifiziert und loben seine Umsicht und Energie. Ich bin der Meinung, daß er den an einen Regimentskommandeur zu machenden Anforderungen in mehreren wesentlichen Beziehungen entspricht und sch in dieser Stellung durch seine Energie wie durch seine Konsequenz sehr nützlich macht. Doch ist er nach meiner Ansicht nicht ganz frei von einer kleinlichen Pedanterie, die dem wahren Interesse des Dienstes nur förderlich sein kann. Ich habe ihn darauf aufmerksam gemacht. Von sehr achtungswertem Charakter.“

### Familie
Imhoff heiratete am 18. November 1826 in Köln Karoline Elvine von Sjöholm (1803–1831), eine Tochter des Generalmajors und Kommandanten von Köln von Sjöholm. Nach ihrem frühen Tod ehelichte er am 6. Mai 1836 in Köln deren Cousine Auguste Emilie von Sjöholm (1809–1863), eine Tochter des schwedischen Oberstleutnants Karl Johann von Sjöholm (1764–1845). Aus der ersten Ehe gingen folgende Kinder hervor:
- Klara Ferdinande Wally (* 1829) ⚭ Karl Longarth, Landgerichtsrat
- Elise Friederike (* 1830)